# Mingorría
Mingorría ist ein zentralspanisches Bergdorf und eine Gemeinde (municipio) mit 410 Einwohnern (Stand: 2024) im Südwesten der Provinz Ávila in der Autonomen Gemeinschaft Kastilien-León.

## Lage und Klima
Der Ort Mingorría liegt auf der Nordseite des Iberischen Scheidegebirges in einer Höhe von ca. 1030 m. Die Stadt Ávila ist nur ca. 12 km (Fahrtstrecke) in südlicher Richtung entfernt; bis nach Madrid sind es ca. 138 km in südöstlicher Richtung. Das Klima im Winter ist kühl, im Sommer dagegen trotz der Höhenlage durchaus warm; Niederschläge – manchmal auch in Form von Schnee – (ca. 400 mm/Jahr) fallen überwiegend im Winterhalbjahr.

## Bevölkerungsentwicklung
| Jahr      | 1857  | 1900  | 1950  | 2000 | 2017 |
| Einwohner | 1.122 | 1.043 | 1.190 | 522  | 395  |

Der seit der Mitte des 20. Jahrhunderts festzustellende enorme Bevölkerungsrückgang (Landflucht) ist im Wesentlichen auf die Mechanisierung der Landwirtschaft, die Aufgabe von bäuerlichen Kleinbetrieben und den damit einhergehenden Verlust an Arbeitsplätzen zurückzuführen. Zur Gemeinde gehört auch der nahezu verlassene Weiler (pedanía) Zorita de los Molinos.

## Wirtschaft
Die Landwirtschaft (insbesondere die Viehzucht) spielt traditionell die wichtigste Rolle im früher auf Selbstversorgung basierenden Wirtschaftsleben der Gemeinde. Im Winterhalbjahr wurden früher Schafwolle und Lein gesponnen und gewebt. In der Umgebung des Ortes befinden sich mehrere aufgegebene Steinbrüche (canteras). Seit den letzten Jahrzehnten des 20. Jahrhunderts sind Einnahmen aus dem Tourismus in Form der Vermietung von Ferienwohnungen (casas rurales) hinzugekommen.

## Geschichte
Im ersten Jahrtausend v. Chr. gehörte das Gemeindegebiet zum Siedlungsgebiet der keltischen Vettonen. Römische, westgotische und selbst arabisch-maurische Spuren fehlen. Im 10. und 11. Jahrhundert wurde die Region von den leonesischen Königen wahrscheinlich mehr oder weniger kampflos zurückerobert (reconquista) und anschließend neu oder wieder besiedelt (repoblación). Unter Philipp IV. erhielt der Ort die Stadtrechte.

## Sehenswürdigkeiten

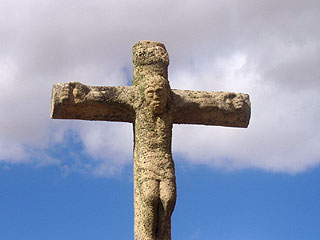
Kruzifixus von Lospatos (1704)

- Die Iglesia de San Pedro Apóstol – ein aus nur grob behauenen Granitsteinen gemauerter dreischiffiger Bau des frühen 17. Jahrhunderts mit erhöhter Apsis – wurde an der Stelle eines mittelalterlichen Vorgängerbaus errichtet. Der Glockenturm verfügt zusätzlich über einen aufgesetzten kleinen Glockengiebel (espadaña). Im Innern der Kirche sind mehrere barocke Schnitzaltäre zu sehen.
- Am Ortsrand steht ein aus Granitsteinen mit Querhölzern gefertigter Klauenstand (potro de herrar) aus dem 18. oder 19. Jahrhundert.[5]
- Die Ermita de la Virgen oder Ermita de San Cristóbal steht auf einer Anhöhe knapp 1 km südwestlich des Ortes auf den Fundamenten eines westgotischen Bauwerks. Unmittelbar daneben ist eine keltische Tierfigur (verraco) aufgestellt.
- Ein Steinkreuz (genannt Lospatos) aus dem Jahr 1704 steht inmitten der Felder an der Grenze zur Nachbargemeinde.

Zorita de los Molinos
- Der nahezu verlassene Weiler verfügt über eine kleine Kirche, eine mittelalterliche Steinbrücke und mehrere Mühlenruinen.